# Big Bang (album de Waltari)
Pour les articles homonymes, voir Big Bang (homonymie).
Albums de Waltari
So Fine!
(1994) Yeah!Yeah!Die!Die!
(1996)
Big Bang est un album de musique du groupe Waltari, sorti en 1995. C'est le 6e album du groupe.

## Liste des titres
1. Big Bang (Dream Avenue)
2. Atmosfear
3. Follow Me Inside
4. Sensitive Touch
5. On My Ice
6. Showtime
7. Color TV
8. The Stage
9. Jänkhä
10. One In The Line
11. Feel!
12. Connection
13. Real One
14. Let's Get Crucified
15. Slow Thinking Street

## Composition du groupe
- Sami Yli-Sirniö (guitare)
- Kärtsy Hatakka (chant, basse, clavier)
- Jariot Lehtinen (guitare, chant)
- Janne Parviainen (batterie)